# Ann Demeulemeester
Ann Demeulemeester, de son vrai nom Ann Verhelst, née à Courtrai (Belgique) le 29 décembre 1959, est une styliste belge minimaliste.

## Biographie
Ann Demeulemeester étudie à l’Académie royale d'Anvers de 1978 à 1981 après être sortie diplômée de l'Académie royale des beaux-arts d'Anvers.
Elle remporte un an plus tard le prix de la Canette d’Or (un prix attribué chaque année au jeune créateur le plus prometteur) et commence à présenter son travail dès 1985 avec sa marque portant le même nom qu'elle.
Elle fait partie des « Six d'Anvers », créateurs belges qui ont participé à la création d'une « culture de la mode belge » (les cinq autres étant Walter Van Beirendonck, Marina Yee, Dries Van Noten, Dirk Van Saene et Dirk Bikkembergs). Martin Margiela fut durant quelques années très proche de ce groupe.
Avec ce groupe, elle présente sa première collection internationale à Londres en 1986. Elle présente sa première collection parisienne d'hiver en 1987[réf. à confirmer]. La même année, elle crée sa propre société qui connait un fort développement. On retrouve depuis ses créations dans les grands défilés, à Paris comme à Milan.
Elle présente sa première collection pour homme, qu'elle présente en même temps que sa collection pour femme, en 1996.
Elle est en 2006 à la tête de près de 200 boutiques un peu partout dans le monde, dont aux États-Unis où celles-ci représentent 35 % de son chiffre d'affaires.
En 2010, avec d'autres stylistes, elle collabore avec Tom Hautekiet à la création de timbres artistiques pour bpost, la poste belge.
En 2013, elle quitte la maison qui porte son nom, et choisit le styliste français Sébastien Meunier pour lui succéder. La marque appartient depuis à l'Italien Claudio Antonioli.
En 2016, elle reçoit le titre de Docteur honoris causa de l'Université libre de Bruxelles. Par la suite, elle maintient une activité dans le design dont des ustensiles de vaisselle, des vases ou du luminaire.
En 2022, un nouveau créateur est nommé : Ludovic de Saint Sernin. Mais pour des raisons que la maison ne souhaite communiquer, il quittera brusquement son poste en mai 2023 alors qu'il n'aura proposé qu'une seule collection.
Elle est anoblie baronne en 2025.